# Faille transformante Açores-Gibraltar
La faille transformante (ou zone de failles, ou zone de fractures) Açores-Gibraltar (AGFZ, pour l'anglais Azores–Gibraltar Transform Fault) est une zone sismique majeure dans l'océan Atlantique Est, située entre les Açores et le détroit de Gibraltar. C'est le produit d'une interaction complexe entre les plaques africaine, eurasienne et ibérique. L'AGFZ a produit des tremblements de terre de grande magnitude, à l'origine d'un certain nombre de grands tsunamis : Lisbonne en 1755, Lisbonne en 1761, Atlantique Nord en 1816, tremblement de terre de la faille Gloria en 1941, séisme de 1969 au Maroc et de 1975.

## Cadre géologique
Formant le segment atlantique de la frontière entre les plaques africaine et eurasienne, l'AGFZ est largement dominée par les forces de compression entre ces plaques convergentes (3,8 à 5,6 mm/an), mais il est soumis à un régime tectonique dynamique qui implique également des failles transformantes. La lithosphère océanique de la région est directement liée à l'ouverture de l'océan Atlantique Nord et est l'une des plus anciennes préservées sur Terre.
L'extrémité ouest de l'AGFZ, la jonction triple des Açores sur la dorsale médio-atlantique (MAR), est le point de rencontre des plaques nord-américaine, africaine et eurasienne. La propagation dans le MAR est plus rapide au sud de l'AGFZ qu'au nord de celle-ci, ce qui se traduit par un mouvement transcourant le long de l'AGFZ à environ 4 mm/an. Le segment oriental de la faille est complexe et caractérisé par une série de monts sous-marins et de crêtes séparant les plaines abyssales de Tores et de Horseshoe. La déformation active en compression dans ce segment est un exemple extrêmement rare de compression entre deux lithosphères océaniques.

## Tectonique des plaques
L'océan Atlantique est entouré de marges passives à l'exception de trois zones de subduction : l'arc des Petites Antilles dans les Caraïbes, l'arc Scotia dans l'Atlantique Sud et l'arc de Gibraltar en Méditerranée occidentale. L'arc de Gibraltar se propage vers l'ouest dans l'Atlantique sur une dalle océanique à pendage vers l’est (un des restes de l'océan Téthys). Ce système de bassin de subduction/arrière-arc se développe devant le bloc d'Alboran (sous la mer d'Alboran) à un rythme plus rapide que celui de la convergence Afrique-Ibérie. Par conséquent, cette zone constitue un cas rare de marge passive se transformant lentement en marge active. L'extension de ce système de subduction, connu sous le nom d'« unité allochtone du golfe de Cadix » (AUGC), marque la propagation continue de la ceinture alpine dans l'Atlantique le long de l'AGFZ. Dans le contexte du cycle de Wilson, cela suggère que le début de la fermeture de l'Atlantique se produit devant les trois zones de subduction atlantique.